# Idioma awad bing
Awad Bing, o Biliau, es una lengua austronesias hablado por unas 1.100 personas en siete aldeas cerca de la Bahía Astrolabe, el la Provincia de Madang, Papúa Nueva Guinea.  Casi todos los hablantes también utilizan el Tok Pisin como segunda lengua. Awad Bing también lo hablan algunos hablantes de Ngaing con fines comerciales.